# Racing Point
Racing Point a fost o echipă de Formula 1 care și-a făcut debutul la Marele Premiu al Belgiei din 2018 sub numele de Racing Point Force India F1 Team, preluând activele fostei echipei de F1, Force India, intrată în faliment. Echipa a preluat actuala denumire pentru sezonul din 2019.

## Origini
Originea Racing Point se află în echipa Force India, care a participat pentru prima dată în Campionatul Mondial în sezonul din 2008. Force India a înregistrat un succes moderat în cei 10 ani și jumătate de existență, obținând un pole position la Marele Premiu al Belgiei din 2009, șase clasări pe podium și terminând locul 4 în Campionatul Mondial al Constructorilor atât în 2016 cât și în 2017. În timpul sezonului 2018, echipa a intrat în administrație ca urmare a unor probleme financiare și juridice întâmpinate de proprietarul echipei Vijay Mallya. Activele Force India au fost achiziționate de Racing Point UK, un consorțiu condus de omul de afaceri canadian Lawrence Stroll. Cu toate acestea, intrarea oficială a echipei de Formula 1 nu a fost cumpărată, marcând sfârșitul oficial al intrării originale din 1991 a echipei Jordan Grand Prix. Echipa a fost redenumită Racing Point Force India pentru restul sezonului 2018.

## Istoric

### A doua jumătate a sezonului 2018
În pregătirea Marelui Premiu al Belgiei din 2018, echipa nu era sigură dacă va putea concura, deoarece consorțiul care a câștigat oferta de cumpărare a echipei Force India a trebuit să obțină aprobarea a 13 bănci indiene care aveau creanțe financiare asupra echipei. Aprobarea completă a sosit după termenul limită, așa că consorțiul a achiziționat activele vechii echipe în loc să cumpere echipa în sine. Echipa nou-formată a trebuit apoi să solicite participarea în Campionatul Mondial de Formula 1 sub un nou nume, păstrând în același timp numele șasiului ca parte a noului nume de constructor – rezultând astfel adăugarea numelui „Racing Point” la „Force India”, numele șasiului constructorului. FIA a exclus din campionat fosta Force India „din cauza incapacității sale de a finaliza sezonul” și a salutat noua entitate (Racing Point Force India F1 Team) care a putut concura în Marele Premiu al Belgiei, dar nu i-a fost permis să păstreze punctele vechii echipe. Piloții au reușit însă să-și păstreze punctele în Campionatul la Piloți. În baza unui acord special și cu aprobarea unanimă a celorlalți nouă constructori, noii echipe i s-a permis să păstreze premiile financiare pe care vechea echipă le câștigase în anii precedenți sub numele de Sahara Force India.
La Marele Premiu al Belgiei, echipa a obținut locurile 3 și 4 în timpul unei calificări care a fost lovită de ploaie în partea finală. În cursă, a obținut locurile 5 și 6, adunând astfel 18 puncte, permițându-le să ocupe locul 9 în Campionatul Constructorilor la încheierea primului lor Mare Premiu. Au terminat următoarea cursă din Italia pe locurile 6 și 7, sărind astfel pe locul 7 în Campionatul Constructorilor, în fața lui Sauber, Scuderia Toro Rosso și Williams. Marele Premiu al Republicii Singapore a fost un dezastru pentru echipă, neobținând niciun punct, deoarece Sergio Pérez s-a ciocnit de colegul său de echipă, Esteban Ocon în primul tur. Ocon s-a retras imediat înainte ca Pérez să se ciocnească de Serghéi Sirótkin și să termine cursa pe locul 16. Racing Point Force India a adunat 52 de puncte în total în sezonul 2018 și a încheiat sezonul pe locul 7, cu 4 puncte înaintea lui Sauber și cu 7 puncte în spatele McLaren.

### Sezonul 2019

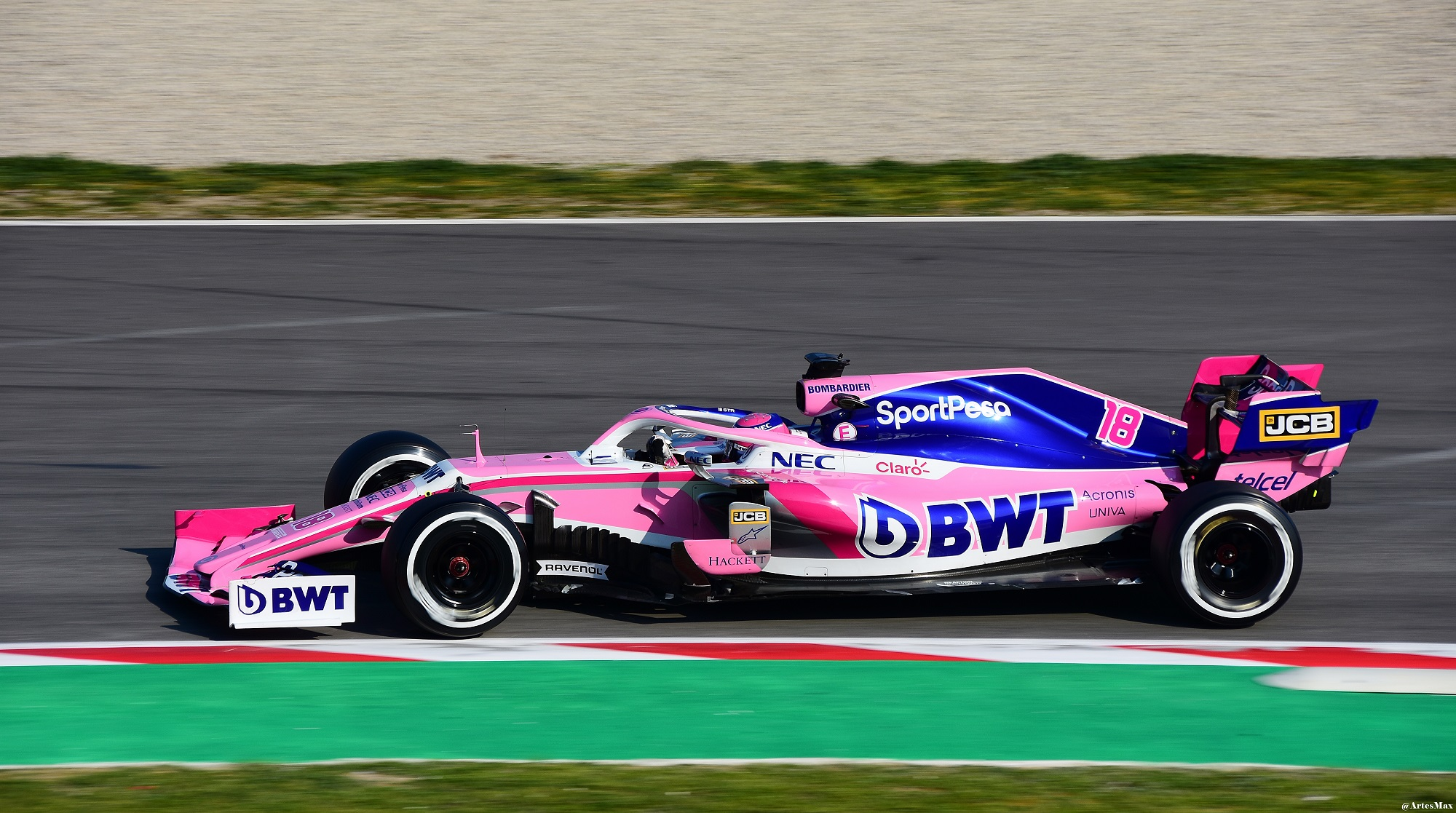
Racing Point RP19, mașina folosită în Sezonul de Formula 1 din 2019, fotografiată aici în timpul testelor de presezon

Racing Point a confirmat în noiembrie 2018 că Lance Stroll și Sergio Pérez vor fi cei doi piloți pentru sezonul 2019. Sezonul 2019 a văzut, de asemenea, echipa cunoscută drept „SportPesa Racing Point F1 Team”, recunoscând sponsorul principal SportPesa, o companie de pariuri sportive din Kenya. Echipa a marcat puncte la fiecare din primele patru curse ale sezonului, inclusiv un dublu punctaj în Azerbaidjan, deoarece Pérez și Stroll au terminat pe locul 6 și, respectiv, pe locul 9. În ciuda acestui succes timpuriu, Racing Point a continuat să se lupte în mijlocul sezonului, locul 9 al lui Stroll în Canada fiind singurul loc în puncte al echipei în următoarele șase curse. Cel mai bun rezultat al lor din sezon a venit la Marele Premiu al Germaniei din 2019, unde Stroll a condus cursa pentru puțin timp ca urmare a strategiei pneurilor pe vreme umedă, înainte de a încheia în cele din urmă locul 4.
Norocul echipei s-a îmbunătățit în a doua jumătate a sezonului, după ce s-au efectuat îmbunătățiri semnificative înaintea Marelui Premiu al Belgiei din 2019. În următoarele nouă curse, Pérez a obținut puncte în toate, cu excepția uneia - retrăgându-se din Marele Premiu al Republicii Singapore din 2019 cu o scurgere de ulei. Această serie de puncte a adus-o pe Racing Point în fața echipei Alfa Romeo Racing în clasament, încheind sezonul pe locul 7 cu 73 de puncte.

### Sezonul 2020
La Marele Premiu al Belgiei din 2019, s-a confirmat că Stroll a fost semnat din nou pentru 2020 și că Pérez a fost semnat până la sfârșitul anului 2022. Pérez este acum pregătit să petreacă cel puțin nouă sezoane consecutive cu echipa în total de la intrarea în 2014, deși pe patru nume diferite. SportPesa și-a încheiat acordul de sponsorizare cu Racing Point, compania austriacă de tehnologie în apă BWT devenind noul sponsor al echipei.

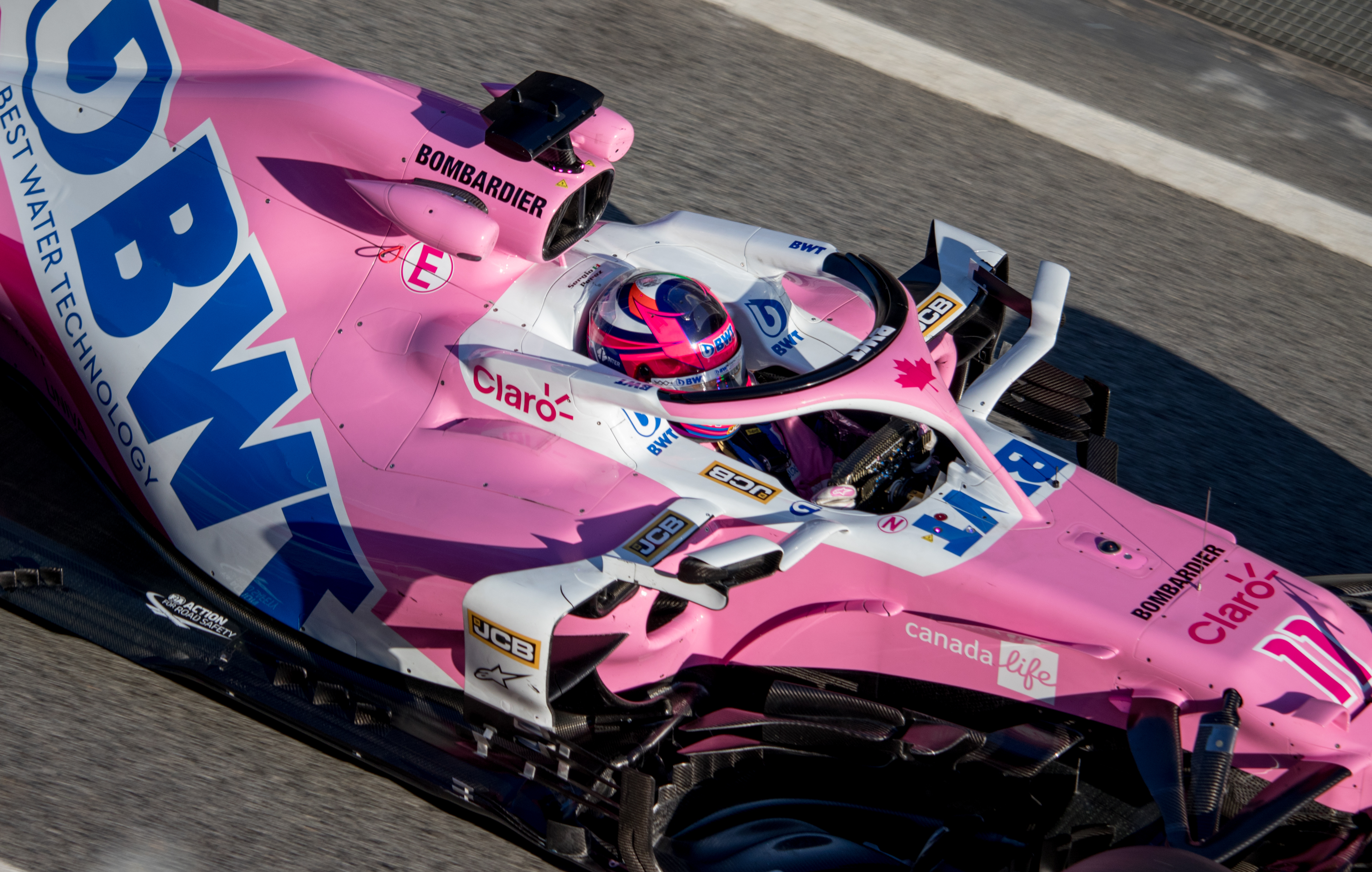
Sergio Pérez la volanul mașinii cu care a câștigat Marele Premiu al Sakhirului din 2020

În timpul presezonului, RP20, mașina echipei, a provocat controverse datorită asemănării sale cu Mercedes AMG F1 W10 EQ Power+ care a câștigat Sezonul de Formula 1 din 2019. În urma Marelui Premiu al Stiriei, a fost lansat un protest oficial împotriva RP20 care înconjoară în special canalele de frână pe care regulile dictează ca ele să fie proiectate de echipă. Oficialii au confiscat conductele de frână atât din RP20, cât și din W10 pentru a investiga protestul. Cu trei zile înainte de Marele Premiu al Marii Britanii, Pérez a fost testat pozitiv cu COVID-19. Din această cauză, Pérez nu a putut participa atât la Marele Premiu al Marii Britanii, cât și la Marele Premiu al Aniversării de 70 de ani. Nico Hülkenberg a servit drept pilot înlocuitor pentru ambele evenimente. Între Marele Premiu al Marii Britanii și cel al Aniversării de 70 de ani, Racing Point a fost amendată cu 400.000 de euro și i s-au scăzut 15 puncte din clasament după ce a fost susținut protestul depus de Renault. La Marele Premiu al Italiei, Stroll a terminat pe locul trei și a ocupat primul podium al echipei. La Marele Premiu de la Eifel, Lance Stroll nu a putut participa la calificăi și la cursă, fiind testat și el pozitiv cu coronavirus. Hülkenberg va servi ca înlocuitor pentru următoarele două sesiuni, terminând pe locul 8 după ce a început de pe locul 20.
La Marele Premiu al Turciei, Stroll a obținut primul și singurul pole position al echipei, coechipierul Pérez calificându-se pe locul al treilea. În cursă, Stroll a condus devreme în cursă, dar în cele din urmă a terminat pe locul nouă, în timp ce Pérez a obținut locul doi, ocupând al doilea podium al echipei. Pérez a fost aproape să ia al treilea podium al echipei în Marele Premiu al Bahrainului, dar o defecțiune târzie a motorului în turul 54 l-a obligat să se retragă. La începutul cursei, mașina lui Stroll a fost răsturnată cu capul în jos din cauza unei coliziuni cu Daniil Kveat, ceea ce a însemnat că Bahrain a fost prima cursă în care ambele mașini nu au obținut niciun punct în sezonul 2020. La Marele Premiu al Sakhirului, Pérez i-a acordat echipei prima victorie, în timp ce Stroll a terminat, de asemenea, pe podium cu locul 3. La general, echipa a acumulat 210, 195 cu cele 15 puncte de penalizare, și a terminat pe locul 4 în clasamentul general.
După ce Lawrence Stroll a cumpărat acțiuni la Aston Martin, echipa a devenit Aston Martin F1 Team începând cu sezonul din 2021.

## Palmares complet în Formula 1
| Legendă      | Legendă                                                |
| Culoare      | Rezultat                                               |
| ------------ | ------------------------------------------------------ |
| Auriu        | Câștigător                                             |
| Argintiu     | Locul 2                                                |
| Bronz        | Locul 3                                                |
| Verde        | Alte locuri care punctează                             |
| Albastru     | Alte locuri                                            |
| Albastru     | Nu s-a clasat, dar a terminat cursa (NC)               |
| Purpuriu     | A abandonat cursa (Ab)                                 |
| Negru        | Descalificat (DSC)                                     |
| Alb          | Nu a luat startul (NS)                                 |
| Roșu         | Nu s-a calificat (NSC)                                 |
| Fără culoare | Retras înainte de calificări (Ret)                     |
| Fără culoare | Exclus (EX)                                            |
| Fără culoare | Nu a participat (celulă goală)                         |
| Adnotare     | Însemnătate                                            |
| P            | Pole position                                          |
| R            | Cel mai rapid tur                                      |
| *            | Nu a terminat, dar a parcurs mai mult de 90% din cursă |

| Sezon | Șasiu | Motor                          | Pneu | Piloți          | 1   | 2   | 3   | 4   | 5   | 6   | 7   | 8   | 9   | 10  | 11  | 12  | 13  | 14  | 15  | 16  | 17  | 18  | 19  | 20        | 21  | Poz. | Pct. |
| ----- | ----- | ------------------------------ | ---- | --------------- | --- | --- | --- | --- | --- | --- | --- | --- | --- | --- | --- | --- | --- | --- | --- | --- | --- | --- | --- | --------- | --- | ---- | ---- |
| 2018  | VJM11 | Mercedes M09 EQ Power+ 1,6 V6t | P    |                 | AUS | BHR | CHN | AZE | ESP | MCO | CAN | FRA | AUT | GBR | DEU | HUN | BEL | ITA | SGP | RUS | JPN | USA | MEX | BRA       | ABU | 7    | 52   |
| 2018  | VJM11 | Mercedes M09 EQ Power+ 1,6 V6t | P    | Sergio Pérez    |     |     |     |     |     |     |     |     |     |     |     |     | 5   | 7   | 16  | 10  | 7   | 8   | Ab  | 10        | 8   | 7    | 52   |
| 2018  | VJM11 | Mercedes M09 EQ Power+ 1,6 V6t | P    | Esteban Ocon    | 6   | 6   | Ab  | 9   | 9   | DSC | 11  | 14  | Ab  |     |     |     |     |     |     |     |     |     |     |           |     | 7    | 52   |
| 2019  | RP19  | BWT Mercedes 1,6 V6t           | P    |                 | AUS | BHR | CHN | AZE | ESP | MCO | CAN | FRA | AUT | GBR | DEU | HUN | BEL | ITA | SGP | RUS | JPN | MEX | USA | BRA       | ABU | 7    | 73   |
| 2019  | RP19  | BWT Mercedes 1,6 V6t           | P    | Sergio Pérez    | 13  | 10  | 8   | 6   | 15  | 12  | 12  | 12  | 11  | 17  | Ab  | 11  | 6   | 7   | Ab  | 7   | 8   | 7   | 10  | 9         | 7   | 7    | 73   |
| 2019  | RP19  | BWT Mercedes 1,6 V6t           | P    | Lance Stroll    | 9   | 14  | 12  | 9   | Ab  | 16  | 9   | 13  | 14  | 13  | 4   | 17  | 10  | 12  | 13  | 11  | 9   | 12  | 13  | Ab        | Ab  | 7    | 73   |
| 2020  | RP20  | BWT Mercedes 1,6 V6t           | P    |                 | AUT | STI | HUN | GBR | 70A | ESP | BEL | ITA | TOS | RUS | EIF | PRT | EMR | TUR | BHR | SKR | ABU | N/A | 4   | 195 (210) |     |      |      |
| 2020  | RP20  | BWT Mercedes 1,6 V6t           | P    | Sergio Pérez    | 6   | 6   | 7   |     |     | 5   | 10  | 10  | 5   | 4   | 4   | 7   | 6   | 2   | 18* | 1   | Ab  | N/A | 4   | 195 (210) |     |      |      |
| 2020  | RP20  | BWT Mercedes 1,6 V6t           | P    | Lance Stroll    | Ab  | 7   | 4   | 9   | 6   | 4   | 9   | 3   | Ab  | Ab  |     | Ab  | 13  | 9P  | Ab  | 3   | 10  | N/A | 4   | 195 (210) |     |      |      |
| 2020  | RP20  | BWT Mercedes 1,6 V6t           | P    | Nico Hülkenberg |     |     |     | NS  | 7   |     |     |     |     |     | 8   |     |     |     |     |     |     | N/A | 4   | 195 (210) |     |      |      |
| Sezon | Șasiu | Motor                          | Pneu | Piloți          | 1   | 2   | 3   | 4   | 5   | 6   | 7   | 8   | 9   | 10  | 11  | 12  | 13  | 14  | 15  | 16  | 17  | 18  | 19  | 20        | 21  | Poz. | Pct. |